# Куп пет нација 1970.
Куп пет нација 1970. (службени назив: 1970 Five Nations Championship) је било 76. издање овог најелитнијег репрезентативног рагби такмичења Старог континента. а 41. издање Купа пет нација.
Била је ово последња сезона у Купу пет нација, у којој је есеј вредео 3 поена.
Прво место су поделили Французи и Велшани.

## Учесници
Напомена:
Северна Ирска и Република Ирска наступају заједно.
|   | Селекција                      | Стадион                           | Селектор         |
| - | ------------------------------ | --------------------------------- | ---------------- |
| 1 | Рагби репрезентација Француске | Стад Олимпик, Коломб (Горња Сена) | Фернард Казенаве |
| 2 | Рагби репрезентација Енглеске  | Стадион Твикенам, Лондон          | Дон Вајт         |
| 3 | Рагби репрезентација Шкотске   | Стадион Марифилд, Единбург        |                  |
| 4 | Рагби репрезентација Велса     | Национални стадион, Кардиф        | Клајв Ровландс   |
| 5 | Рагби репрезентација Ирске     | Ленсдаун роуд, Даблин             | Рони Досон       |

## Такмичење
Шкотска - Француска 9-11
Француска - Ирска 8-0
Велс - Шкотска 18-9
Енглеска - Ирска 9-3
Енглеска - Велс 13-17
Ирска - Шкотска 16-11
Ирска - Велс 14-0
Шкотска - Енглеска 14-5
Велс - Француска 11-6
Француска - Енглеска 35-13

## Табела
|   | Селекција                      | ИГ | Д | Н | И | ПД | ПП | ПР  | Б |  |
| - | ------------------------------ | -- | - | - | - | -- | -- | --- | - |  |
| 1 | Рагби репрезентација Француске | 4  | 3 | 0 | 1 | 60 | 33 | +27 | 6 |  |
| 1 | Рагби репрезентација Велса     | 4  | 3 | 0 | 1 | 46 | 42 | +4  | 6 |  |
| 3 | Рагби репрезентација Ирске     | 4  | 2 | 0 | 2 | 33 | 28 | +5  | 4 |  |
| 4 | Рагби репрезентација Шкотске   | 4  | 1 | 0 | 3 | 43 | 50 | -7  | 2 |  |
| 4 | Рагби репрезентација Енглеске  | 4  | 1 | 0 | 3 | 40 | 69 | -19 | 2 |  |